# 凯克希·翁德赖奥
凯克希·翁德赖奥（匈牙利語：Kékesy Andrea，1926年9月17日—2024年12月10日），匈牙利女子花样滑冰运动员。她曾代表匈牙利参加1948年冬季奥林匹克运动会花样滑冰比赛，获得一枚银牌。